# Donja Brusovača
Donja Brusovača is een plaats in de gemeente Vojnić in de Kroatische provincie Karlovac. De plaats telt 116 inwoners (2001).